# László Klinga
László Klinga (né le 9 juillet 1947) est un lutteur hongrois spécialiste de la lutte libre. Il participe aux Jeux olympiques d'été de 1972 et aux Jeux olympiques d'été de 1976. En 1972, il remporte la médaille de bronze en combattant dans la catégorie des poids coqs (52-57 kg). 

## Palmarès

### Jeux olympiques
- Jeux olympiques de 1972 à Munich,  Allemagne
  -  Médaille de bronze.